# Каратомарський сільський округ (Баянаульський район)
Каратома́рський сільський округ (каз. Қаратомар ауылдық округі, рос. Каратомарский сельский округ) — адміністративна одиниця у складі Баянаульського району Павлодарської області Казахстану. Адміністративний центр — село Каратомар.
Населення — 391 особа (2021; 524 у 2009, 811 у 1999, 1136 у 1989).
Станом на 1989 рік існувала Жайминська сільська рада (села Белагаш, Верхній Підхоз, Жайма, Кара-Томар, Нижній Підхоз, Нова Жайма, Уш-Каїн). Села Жайма, Ушкайин були ліквідовані 2004 року, села Верхній Підхоз, Каратомар, Нижній Підхоз — 2005 року.

## Склад
До складу округу входять такі населені пункти:
| Населений пункт      | Старі назви | Населення, осіб (1989) | Населення, осіб (1999) | Населення, осіб (2009) | Населення, осіб (2021) |
| -------------------- | ----------- | ---------------------- | ---------------------- | ---------------------- | ---------------------- |
| Белагаш, село        | -           | 286                    | 273                    | 91                     | 59                     |
| Верхній Підхоз, село | -           | 12                     | -                      | -                      | -                      |
| Жайма, село          | -           | 36                     | -                      | -                      | -                      |
| Каратомар, село      | Кара-Томар  | 9                      | -                      | -                      | -                      |
| Каратомар, село      | Нова Жайма  | 749                    | 538                    | 433                    | 332                    |
| Нижній Підхоз, село  | -           | 43                     | -                      | -                      | -                      |
| Ушкайин, село        | Уш-Каїн     | 1                      | -                      | -                      | -                      |